# Ernesto Torregrossa
Ernesto Torregrossa (San Cataldo, 28 giugno 1992) è un calciatore italiano naturalizzato venezuelano, attaccante della Carrarese.

## Biografia
Il padre Lirio, originario di San Cataldo, città del nisseno, ha ricoperto il ruolo di attaccante nelle file del Torino e ha segnato vari gol nelle categorie dilettantistiche siciliane (anche con la Sancataldese); in seguito è stato allenatore e dirigente. La madre, proveniente dall'Argentina, ha giocato a pallavolo con la Nike di San Cataldo, in Serie A2.
È in possesso del passaporto venezuelano, poiché il padre Lirio è nato e cresciuto a Calabozo.

## Caratteristiche tecniche
È una prima punta mancina, forte fisicamente, dotata di una buona rapidità, abile nello svariare su tutto il fronte d'attacco e molto forte nel gioco aereo. Può giocare anche da seconda punta grazie alle sue doti tecniche e all’ ottima visione di gioco, forte nella progressione palla al piede e dal dribbling rapido e tecnico, adattandosi a qualsiasi partner d’attacco.

## Carriera

### Club

#### Verona e vari prestiti
Torregrossa cresce calcisticamente nel vivaio dell'Udinese prima di passare, nel 2010, al Verona che lo preleverà dalla società friulana alla cifra stimata di 50.000 euro. Esordisce con gli scaligeri il 1 dicembre 2010 nel match pareggiato 1-1 contro il Sorrento.
Nel mercato invernale del 2011 viene ceduto in prestito al Siracusa, militante in Lega Pro fino al termine della stagione, collezionando 6 presenze senza riuscire ad andare a segno.
La stagione 2011-2012 la disputa con la maglia del Monza, sempre in prestito, con cui troverà la prima rete in carriera il 30 ottobre, aprendo le marcature al 30' della sfida vinta 3-1 contro la SPAL. Termina l'annata con 25 presenze e 4 reti, non sufficienti ad evitare la retrocessione al club dopo lo spareggio perso contro il Viareggio.
Nel 2012-2013 passa al Como dove rimarrà fino a gennaio, per poi passare nel mercato invernale al Lumezzane. Termina la stagione giocando 20 partite complessive e mettendo a segno 2 reti.
La stagione successiva il Lumezzane acquista metà del suo cartellino, e Torregrossa si afferma anche dal punto di vista realizzativo segnando 14 reti in 28 presenze.
Al termine della stagione il Verona risolve la compartecipazione a proprio favore, per poi cederlo in prestito con diritto di riscatto in Serie B al Crotone. Disputa la sua prima stagione nel campionato cadetto da titolare, mettendo assieme 35 presenze condite da 8 gol.
Nel luglio 2015 viene ceduto al Trapani, sempre in prestito.

#### Brescia
Il 30 agosto 2016 passa, a titolo temporaneo, al Brescia con cui realizza 5 reti in stagione, tra cui quella decisiva per la salvezza contro il Trapani. Il 31 gennaio 2018, nel mezzo della seconda annata in prestito alle rondinelle, viene riscattato a titolo definitivo dai lombardi raggiungendo quota 10 gol e la salvezza con le rondinelle. Nella stagione 2018-2019 va di nuovo in doppia cifra migliorandosi personalmente (12 reti e 10 assist), contribuendo sostanzialmente con le sue reti alla promozione della squadra in massima serie.
Il 31 agosto 2019, ha fatto il suo esordio in Serie A all'età di 27 anni, nella partita al Meazza contro il Milan. Il 14 dicembre 2019 realizza la sua prima rete in Serie A nella vittoria per 3-0 contro il Lecce. Nonostante un buon rendimento con 7 gol e 3 assist in 25 presenze, la squadra retrocede.

#### Sampdoria e Pisa
Il 12 gennaio 2021 torna in Serie A, venendo ceduto in prestito oneroso alla Sampdoria per 500.000 euro (con obbligo di riscatto per altri 5,5 milioni di euro più bonus). Debutta il 16 gennaio contro l'Udinese segnando il gol della vittoria per 2-1. Termina il suo primo semestre in blucerchiato collezionando 6 presenze. Nonostante lo scarso minutaggio, il club genovese decide di riscattarlo.
Il 24 gennaio 2022 passa in prestito al Pisa. Il 5 febbraio successivo, all'esordio ufficiale con i toscani, va subito a segno, realizzando su calcio di rigore il gol del definitivo pareggio in casa dell'Alessandria (1-1).
Segna 8 gol in 21 partite e il 28 luglio viene riprestato al Pisa con diritto di riscatto, che può diventare obbligo a determinate condizioni per 2,5 milioni di euro. Il 31 gennaio 2023 l'attaccante viene ufficialmente riscattato dalla società pisana. Termina la sua seconda annata ai toscani con 6 marcature in 24 presenze. Comincia la campagna 2023-2024 debuttando in una gara contro il Frosinone valida per il primo turno di Coppa Italia. Durante la prima parte di stagione si ritrova a dover affrontare vari problemi fisici che limiteranno di molto il suo minutaggio. Torna al gol con i nerazzurri il 27 gennaio 2024, nella sconfitta casalinga contro lo Spezia. Termina la stagione con 19 presenze e solamente 2 reti.

#### Salernitana e Carrarese
Dopo aver risolto il proprio contratto col Pisa, il 30 agosto 2024 Torregrossa firma un contratto annuale con la Salernitana. Esordisce con i granata due giorni dopo, nel match esterno contro il Mantova. Il 25 settembre seguente esordisce anche in Coppa Italia, in occasione del secondo turno contro l'Udinese, dove tra l'altro sbaglia un calcio di rigore all'83' minuto. Tuttavia, complici anche vari infortuni, il suo minutaggio in campo viene fortemente limitato, scendendo in campo in sole 12 occasioni in 6 mesi.
Il 3 febbraio 2025 passa a titolo definitivo alla Carrarese. Il 16 marzo segna la sua prima rete con i toscani, firmando in pieno recupero la rete del pareggio per 2-2 in casa del Südtirol.

### Nazionale
Grazie alle sue origini, Torregrossa ha potuto scegliere di rappresentare tre diversi paesi a livello internazionale: Italia (paese di nascita), Venezuela (paese in cui è nato e cresciuto il padre) e Argentina (stato natale della madre).
Nel 2020 e nel 2021 ha dichiarato di avere avuto contatti con il CT della nazionale venezuelana, José Peseiro, per una eventuale convocazione con la Vinotinto. È stato poi convocato in nazionale per la prima volta nel novembre del 2022 dal nuovo allenatore José Pekerman, in vista delle partite amichevoli contro Panama e Siria. Il 15 novembre 2022 ha esordito con la Tricolor, entrando al posto di Cristian Casseres nella ripresa della partita contro Panama e siglando in pieno recupero la rete del definitivo 2-2. Cinque giorni più tardi si è ripetuto, venendo per la prima volta schierato titolare e andando nuovamente a segno nella vittoriosa amichevole contro i siriani (2-1).

## Statistiche

### Presenze e reti nei club
Statistiche aggiornate al 13 maggio 2025.
| Stagione         | Squadra          | Campionato       | Campionato | Campionato | Coppe nazionali | Coppe nazionali | Coppe nazionali | Coppe continentali | Coppe continentali | Coppe continentali | Altre coppe | Altre coppe | Altre coppe | Totale | Totale |
| Stagione         | Squadra          | Comp             | Pres       | Reti       | Comp            | Pres            | Reti            | Comp               | Pres               | Reti               | Comp        | Pres        | Reti        | Pres   | Reti   |
| ---------------- | ---------------- | ---------------- | ---------- | ---------- | --------------- | --------------- | --------------- | ------------------ | ------------------ | ------------------ | ----------- | ----------- | ----------- | ------ | ------ |
| 2010-gen. 2011   | Verona           | 1D               | 3          | 0          | CI+CI-LP        | 1+0             | 0               | -                  | -                  | -                  | -           | -           | -           | 4      | 0      |
| gen.-giu. 2011   | Siracusa         | 1D               | 6          | 0          | CI-LP           | -               | -               | -                  | -                  | -                  | -           | -           | -           | 6      | 0      |
| 2011-2012        | Monza            | 1D               | 23+2       | 4          | CI-LP           | 4               | 1               | -                  | -                  | -                  | -           | -           | -           | 29     | 5      |
| 2012-gen. 2013   | Como             | 1D               | 11         | 1          | CI-LP           | 2               | 0               | -                  | -                  | -                  | -           | -           | -           | 13     | 1      |
| gen.-giu. 2013   | Lumezzane        | 1D               | 9          | 1          | CI+CI-LP        | -               | -               | -                  | -                  | -                  | -           | -           | -           | 9      | 1      |
| 2013-2014        | Lumezzane        | 1D               | 28         | 13         | CI+CI-LP        | 2+0             | 2               | -                  | -                  | -                  | -           | -           | -           | 30     | 15     |
| Totale Lumezzane | Totale Lumezzane | Totale Lumezzane | 37         | 14         |                 | 2               | 2               |                    | -                  | -                  |             | -           | -           | 39     | 16     |
| 2014-2015        | Crotone          | B                | 35         | 8          | CI              | 1               | 0               | -                  | -                  | -                  | -           | -           | -           | 36     | 8      |
| 2015-2016        | Trapani          | B                | 15+1       | 3          | CI              | 2               | 0               | -                  | -                  | -                  | -           | -           | -           | 18     | 3      |
| 2016-2017        | Brescia          | B                | 29         | 5          | CI              | 0               | 0               | -                  | -                  | -                  | -           | -           | -           | 29     | 5      |
| 2017-2018        | Brescia          | B                | 28         | 10         | CI              | 2               | 1               | -                  | -                  | -                  | -           | -           | -           | 30     | 11     |
| 2018-2019        | Brescia          | B                | 29         | 12         | CI              | 2               | 1               | -                  | -                  | -                  | -           | -           | -           | 31     | 13     |
| 2019-2020        | Brescia          | A                | 25         | 7          | CI              | 1               | 0               | -                  | -                  | -                  | -           | -           | -           | 26     | 7      |
| 2020-gen. 2021   | Brescia          | B                | 12         | 5          | CI              | 0               | 0               | -                  | -                  | -                  | -           | -           | -           | 12     | 5      |
| Totale Brescia   | Totale Brescia   | Totale Brescia   | 123        | 39         |                 | 5               | 2               |                    | -                  | -                  |             | -           | -           | 128    | 41     |
| gen.-giu. 2021   | Sampdoria        | A                | 6          | 1          | CI              | -               | -               | -                  | -                  | -                  | -           | -           | -           | 6      | 1      |
| 2021-gen. 2022   | Sampdoria        | A                | 12         | 0          | CI              | 2               | 0               | -                  | -                  | -                  | -           | -           | -           | 14     | 0      |
| Totale Sampdoria | Totale Sampdoria | Totale Sampdoria | 18         | 1          |                 | 2               | 0               |                    | -                  | -                  |             | -           | -           | 20     | 1      |
| gen.-giu. 2022   | Pisa             | B                | 17+4       | 7+1        | CI              | -               | -               | -                  | -                  | -                  | -           | -           | -           | 21     | 8      |
| 2022-2023        | Pisa             | B                | 24         | 6          | CI              | 0               | 0               | -                  | -                  | -                  | -           | -           | -           | 24     | 6      |
| 2023-2024        | Pisa             | B                | 18         | 2          | CI              | 1               | 0               | -                  | -                  | -                  | -           | -           | -           | 19     | 2      |
| Totale Pisa      | Totale Pisa      | Totale Pisa      | 59+4       | 15+1       |                 | 1               | 0               |                    | -                  | -                  |             | -           | -           | 64     | 16     |
| 2024-feb. 2025   | Salernitana      | B                | 11         | 0          | CI              | 1               | 0               | -                  | -                  | -                  | -           | -           | -           | 12     | 0      |
| feb.-giu. 2025   | Carrarese        | B                | 11         | 3          | CI              | -               | -               | -                  | -                  | -                  | -           | -           | -           | 11     | 3      |
| Totale carriera  | Totale carriera  | Totale carriera  | 350        | 86         |                 | 21              | 5               |                    | -                  | -                  |             | -           | -           | 371    | 91     |

### Cronologia presenze e reti in nazionale
| Cronologia completa delle presenze e delle reti in nazionale ― Venezuela | Cronologia completa delle presenze e delle reti in nazionale ― Venezuela | Cronologia completa delle presenze e delle reti in nazionale ― Venezuela | Cronologia completa delle presenze e delle reti in nazionale ― Venezuela | Cronologia completa delle presenze e delle reti in nazionale ― Venezuela | Cronologia completa delle presenze e delle reti in nazionale ― Venezuela | Cronologia completa delle presenze e delle reti in nazionale ― Venezuela | Cronologia completa delle presenze e delle reti in nazionale ― Venezuela |
| Data                                                                     | Città                                                                    | In casa                                                                  | Risultato                                                                | Ospiti                                                                   | Competizione                                                             | Reti                                                                     | Note                                                                     |
| ------------------------------------------------------------------------ | ------------------------------------------------------------------------ | ------------------------------------------------------------------------ | ------------------------------------------------------------------------ | ------------------------------------------------------------------------ | ------------------------------------------------------------------------ | ------------------------------------------------------------------------ | ------------------------------------------------------------------------ |
| 15-11-2022                                                               | Sharja                                                                   | Venezuela                                                                | 2 – 2                                                                    | Panama                                                                   | Amichevole                                                               | 1                                                                        | 46’                                                                      |
| 20-11-2022                                                               | Dubai                                                                    | Siria                                                                    | 1 – 2                                                                    | Venezuela                                                                | Amichevole                                                               | 1                                                                        | 65’                                                                      |
| 24-3-2023                                                                | Gedda                                                                    | Arabia Saudita                                                           | 1 – 2                                                                    | Venezuela                                                                | Amichevole                                                               | -                                                                        | 60’                                                                      |
| 28-3-2023                                                                | Gedda                                                                    | Uzbekistan                                                               | 1 – 1                                                                    | Venezuela                                                                | Amichevole                                                               | -                                                                        | 46’                                                                      |
| 18-6-2023                                                                | East Hartford                                                            | Venezuela                                                                | 1 – 0                                                                    | Guatemala                                                                | Amichevole                                                               | -                                                                        | 61’                                                                      |
| Totale                                                                   |                                                                          | Presenze                                                                 | 5                                                                        |                                                                          | Reti                                                                     | 2                                                                        |                                                                          |

## Palmarès

### Club
- Campionato italiano di Serie B: 1

Brescia: 2018-2019